# 스카이 잼밴드
팬택 스카이 잼밴드(Pantech SKY Jam Band)는 팬택이 2010년 1월 12일에 출시한 피처폰이다.